# 3-Nitrobenzaldéhyde
Le 3-nitrobenzaldéhyde ou meta-nitrobenzaldéhyde  est un composé organique aromatique. C'est l'isomère meta du nitrobenzaldéhyde.
Le 3-nitrobenzaldehyde est le principal produit obtenu par la mono-nitration du benzaldéhyde par l'acide nitrique.

## Synthèse
La synthèse du 3-nitrobenzaldehyde se fait par nitration du benzaldéhyde, qui produit majoritairement (72 %) l'isomère meta (le groupe aldéhyde étant orienteur meta).

Nitration du benzaldéhyde